# Weitang (köpinghuvudort i Kina, Jiangsu Sheng, lat 31,46, long 120,65)
Weitang (kinesiska: 渭塘镇) är en köpinghuvudort i Kina. Den ligger i provinsen Jiangsu, i den östra delen av landet, omkring 190 kilometer öster om provinshuvudstaden Nanjing. Antalet invånare är 63 585. Befolkningen består av 30 536 kvinnor och 33 049 män. Barn under 15 år utgör 9,0 %, vuxna 15-64 år 83 %, och äldre över 65 år 6,0 %.
Runt Weitang är det tätbefolkat, med 762 invånare per kvadratkilometer. Närmaste större samhälle är Suzhou, 18,5 km söder om Weitang. Trakten runt Weitang består till största delen av jordbruksmark.
Genomsnittlig årsnederbörd är 1 661 millimeter. Den regnigaste månaden är juni, med i genomsnitt 221 mm nederbörd, och den torraste är december, med 59 mm nederbörd.